# Emidio Chiaradia
Emidio Chiaradia (Caneva, 17 aprile 1839, secondo altra fonte 15 aprile – Vicenza, 9 agosto 1904) è stato un avvocato e politico italiano.

## Biografia
Fratello di Enrico, autore del Monumento equestre a Vittorio Emanuele II collocato al Vittoriano, discende da un'antica e influente famiglia andata incontro a una certa decadenza nel corso del XIX secolo a causa del destino avverso cui sono andate incontro varie attività imprenditoriali avviate da suo padre. Negli anni dell'università a Padova si arruola volontario nel 2º reggimento granatieri dell'esercito piemontese per partecipare alla Seconda guerra d'indipendenza, imitando in ciò il fratello Eugenio volontario nelle file dei Cacciatori delle Alpi. 
Cessate le ostilità si laurea in giurisprudenza ma non si dedica alla professione forense o al notariato. Da sempre osservatore della vita politica lavora nelle amministrazioni provinciali di varie città fino a raggiungere il grado di consigliere di prefettura. Nel suo peregrinare dal nord al sud della penisola conosce sua moglie Elvira, figlia del patriota ferrarese Carlo Mayr. Tra il 1870 e il 1882 risiede in Sicilia come ispettore della sede di Palermo delle Assicurazioni Generali, dove dirige la rassegna politica della Rivista sicula di scienze, lettere ed arti. Promosso direttore della sede di Firenze dell'istituto triestino viene candidato nelle elezioni suppletive del 15 luglio 1883 per la sostituzione del prof. Saverio Scolari nel secondo collegio di Udine. Eletto a grande maggioranza rimane in parlamento per le successive cinque legislature (dal 1883 al 1900) grazie ad un comitato di cittadini influenti che ne cura con puntualità ed efficienza le campagne elettorali.
Alla Camera siede a destra ed aderisce dapprima alla politica trasformistica di Depretis, in seguito appoggia i governi di Francesco Crispi.  Attivo in particolare in materia di bilancio è relatore della riforma postale promossa da Francesco Genala e della legge per la regolamentazione della caccia. 